# Phryxe debita
Phryxe debita là một loài ruồi trong họ Tachinidae.